# Losbanosia bakeri
Losbanosia bakeri är en insektsart som beskrevs av Frederick Arthur Godfrey Muir 1917. Losbanosia bakeri ingår i släktet Losbanosia och familjen Derbidae. Inga underarter finns listade i Catalogue of Life.